# Adrian Năstase
Adrian Năstase (Bukarest, 1950. június 22. – ) román szociáldemokrata politikus, nemzetközi jogász. 2000–2004 között Románia miniszterelnöke. Egyetemi tanár. 1987-ben szerzett jogtudományi doktori (PhD) fokozatot.

## Politikai tevékenység
- A Képviselőház Elnöke (2004–2006)
- A Szociáldemokrata Párt ügyvezető elnöke (2005–2006)
- A Szociáldemokrata Párt elnöke (2001–2005)
- Miniszterelnök (2000–2004)
- A Szociális Demokrácia Romániai Pártjának (a Szociáldemokrata Párt elődje) első alelnöke (1997–2000)
- A Szociális Demokrácia Romániai Pártjának elnöke (2000–2001)
- A Képviselőház alelnöke (1996–2000)
- A Szociális Demokrácia Romániai Pártjának ügyvezető elnöke (1993–1997)
- A Képviselőház Elnöke (1992–1996)
- Külügyminiszter (1990–1992)
- Parlamenti képviselő (1990, 1992–1996; 2000–2004; 2004-jelenleg)

## Vádemelés
2005-ben korrupciós vizsgálat kezdődött ellene, és az első jogerős ítélet – illegális kampányfinanszírozás vádjával – 2012-ben született. Ekkor két év letöltendő börtönbüntetésre ítélték, azonban 2013 márciusában – nyolc hónap után – feltételesen szabadlábra helyezték. 2014 januárjában a bukaresti legfelső bíróság zsarolásért és kenőpénz elfogadásáért négy év letöltendő börtönbüntetésre és 400 ezer eurónak megfelelő vagyonelkobzásra ítélte. Felesége, Dana Năstase tettestársként három év felfüggesztett börtönt kapott.